# Куффо (департамент)
Куффо (фр. Couffo) — находится в южной части страны. Административный центр — город Догбо-Тота.

## География
Департамент Куффо граничит с:
- департаментом Зу на севере,
- департаментом Атлантик на востоке,
- департаментом Моно на юге,
- Того на западе.

Рельеф департамента характеризуется плато высотой от Шаблон:Convert/до над уровнем моря, которые рассечены долинами рек Сауа и Куффо, протекающими в меридиональном направлении.
Плато бассейна реки Куффо сложены четвертичными, третичными и меловыми отложениями на кристаллическом фундаменте. Почвенный покров представлен глинистыми образованиями с прослойками оксидов железа.
Климатические особенности:
- Южные районы Бенина имеют два сезона дождей (март-июль и сентябрь-ноябрь)
- Северные районы — один сезон дождей (май-сентябрь)
- Среднегодовое количество осадков — около 1200 мм[6]

## Административное деление
Департамент **Куффо** был образован в 1999 году путём выделения из состава департамента Моно. Административный центр — Аплауэ.

### Коммуны
Куффо подразделяется на 6 коммун с центрами в следующих городах:
- Аплауэ
- Джакотомей
- Клуеканме
- Лало
- Товиклин
- Догбо-Тота[8]

### Система управления
Первоначально Бенин имел 6 административных регионов (департаментов), позднее разделённых на 12. Децентрализованные административные службы (directions départementales) министерств курируют по два региона. Закон 1999 года, преобразовал субпрефектуры (низший уровень администрирования) в органы местного самоуправления. Современная структура: — Муниципалитеты и коммунальные советы формируются выборными представителями.
— Последние выборы в местные органы власти состоялись в июне 2015 года.